# Helichrysum kalandanum
Helichrysum kalandanum là một loài thực vật có hoa trong họ Cúc. Loài này được Lisowski mô tả khoa học đầu tiên.